# Dime Jankulovski
Dime Jankulovski (* 18. Juni 1977 in Göteborg) ist ein schwedischer Fußballspieler mit mazedonischen Vorfahren. Der Torwart, der 2000 zu einem Länderspieleinsatz in der schwedischen Nationalmannschaft kam, spielte in seiner bisherigen Karriere in Schweden und Norwegen.

## Werdegang

### Karrierestart
Jankulovski begann mit dem Fußballspielen in der Jugend bei Rannebergens IF. 1991 wechselte er in die Jugendabteilung von GAIS, wo er zwei Jahre blieb. Anschließend schloss er sich der Jugend des Lundby IF an. 1996 debütierte er für den seinerzeit zweitklassig antretenden Klub in der Männermannschaft, stieg jedoch mit ihr am Ende der Spielzeit in die drittklassige Division 2 Västra Götaland ab. Mit dem Verein schaffte er als Staffelsieger auf Anhieb den Wiederaufstieg und machte dabei höherklassig auf sich aufmerksam.
Die Verantwortlichen des Erstligisten Västra Frölunda IF lotsten Jankulovski innerhalb Göteborgs in die Allsvenskan. In der 
Spielzeit 1998 kam er zu seinem Erstligadebüt und erreichte mit dem Verein den fünften Tabellenplatz. Als Stammtorhüter überzeugte er das Nationaltrainerduo Tommy Söderberg und Lars Lagerbäck, das ihn Ende 1999 als Torwart neben Eddie Gustafsson für die Auftaktländerspiele der schwedischen Nationalmannschaft im Jahr 2000 berief.

### Nationalmannschaftsdebüt und Auslandserfahrung
Am 4. Februar 2000 stand Jankulovski beim 1:1-Unentschieden gegen die norwegische Nationalmannschaft an der Seite von Klebér Saarenpää, Anders Svensson, Teddy Lučić, Andreas Andersson und Roland Nilsson im Pfosten des Nationalmannschaftstores und wurde lediglich von John Carew überwunden. Die anschließende Spielzeit blieb für ihn erfolglos. Mit der Mannschaft um George Mourad und Fredrik Björck gelangen nur drei Saisonsiege, so dass Västra Frölunda IF als Tabellenletzter abstieg.
Jankulovski wechselte daraufhin innerhalb der Allsvenskan zu AIK. Dort war er hinter Daniel Andersson, der Anfang 2001 in der Nationalmannschaft debütierte, zunächst Ersatztorhüter. Im Sommer entschied sich Trainer Olle Nordin zum Torwartwechsel, so dass Jankulovski im Intertoto-Cup-Spiel gegen den walisischen Klub Carmarthen Town, das 0:0-unentschieden endete, sein Pflichtspieldebüt für den Klub aus Solna feierte. In der Folge etablierte er sich als Stammkraft und spielte in der Allsvenskan elf Spiele hintereinander, in denen der Klub nicht verlor. Mitte September verletzte er sich beim Lokalderby gegen Djurgårdens IF und verlor anschließend seinen Stammplatz an Andersson.
Nach nur einer Spielzeit verließ Jankulovski den Klub wieder und wechselte nach Norwegen zu IK Start. Dort unterschrieb er einen Zwei-Jahres-Vertrag. Nach nur einem Jahr im Ausland kehrte er jedoch zurück, da er sich nicht dauerhaft gegen seinen Konkurrenten Rune Meås Nilssen durchsetzen konnte, und wechselte zum IFK Norrköping in die Superettan. Nach der ersten Halbserie zog er auf Leihbasis weiter und kam beim Erstligisten Örgryte IS unter. Nachdem er in der folgenden Spielzeit bei IFK Norrköping Ersatzmann war, verließ er den Klub im Sommer erneut als Leihspieler. Nächste Spielstation war der norwegische Zweitligist Raufoss IL.

### Rückkehr nach Schweden
2005 kehrte Jankulovski erneut nach Schweden zurück und unterschrieb einen Vertrag bei seiner ehemaligen Jugendstation GAIS. Beim Göteborger Zweitligisten etablierte er sich auf Anhieb als Stammspieler und war ein Garant dafür, dass der Klub in der Zweitligaspielzeit 2005 den Relegationsplatz belegte und anschließend in den Duellen gegen Landskrona BoIS den Wiederaufstieg in die Allsvenskan schaffte. Nachdem er als Dauerbrenner in allen 26 Spielen zum Klassenerhalt beigetragen hatte, wurde er im Anschluss an die Spielzeit 2006 zum Spieler des Jahres bei seinem Klub gewählt. An der Seite von Spielern wie Bobbie Friberg Da Cruz, Fredrik Lundgren, Richard Ekunde und Kenneth Gustafsson gehörte er unter Trainer Roland Nilsson und dessen Nachfolgern Magnus Pehrsson und Alexander Axén zu den Stützen der Mannschaft.
Auch in den folgenden Jahren war Jankulovski Stammkraft im Tor des Göteborger Klubs, mit dem er sich in der ersten Liga etabliert hatte. Auch nachdem der Verein vor der Spielzeit 2010 mit dem vormaligen finnischen Nationaltorhüter Henri Sillanpää einen Konkurrenten verpflichtet hatte, stand er in der Saison in 28 Spielen zwischen den Pfosten. Schließlich verlängerte der Torwart Anfang 2011 seinen Vertrag bis 2013. Verletzungsbedingt musst er jedoch in der anschließenden Spielzeit nach einer Meniskusverletzung teilweise passen. Nach seiner Genesung kehrte er im August wieder zurück, nach einigen Patzern stand aber seine Vertretung Sillanpää im Herbst wieder im Tor. In der Vorbereitung auf die Spielzeit 2012 zog er sich wenige Tage vor dem ersten Saisonspiel im Training eine Knieverletzung zu. Im Sommer kehrte er wieder für den im Abstiegskampf befindlichen Klub auf das Spielfeld zurück, als er bei der 0:2-Niederlage gegen Malmö FF im Juli für den verletzten Sillanpää eingewechselt wurde. Bis zum Saisonende absolvierte er 16 Ligaspiele, als Tabellenletzter stieg der Klub in die zweite Liga ab.
Nach Saisonende 2012 beendete Jankulovski nach 200 Ligaspielen für GAIS seine aktive Laufbahn und wechselte als Assistent von Thomas Askebrand in den Trainerstab des Göteborger Klubs. Nachdem als Tabellensiebter der Wiederaufstieg deutlich verpasst worden war, organisierte sich der Klub und seine sportliche Führung neu. In der Folge verließ Jankulovski nach nur knapp einem Jahr Ende November 2013 auf der Trainerbank den Klub.
Ende März 2014 nahm Jankulovski seine aktive Karriere wieder auf, als er sich bis Juli des Jahres als dritter Torhüter dem Göteborger Erstligisten BK Häcken anschloss, um in der Verletzungszeit des Nachwuchstalents Teodor Söderberg den Kader zu komplettieren.